# Wynardtage
Wynardtage ist ein deutsches Aggrotech-Musikprojekt.

## Geschichte
Wynardtage wurde 2002 von Kayfabe gegründet. Vor der Gründung des Projektes war Kayfabe als DJ tätig. Der Titel Sterbehilfe vom zweiten Teil des Lost-in-Darkness-Samplers erlangte großen Erfolg in der Schwarzen Szene und daraus resultierte das erste Album Waste of Time, welches im Jahr 2005 veröffentlicht wurde. Im Jahr 2004 gründeten Kayfabe gemeinsam mit Pedro E. das Projekt Acylum. Nach der Veröffentlichung des zweiten Albums Mental Disorder im Jahr 2007, trennten die Musiker sich nach eigener Aussage im „gegenseitigen Einvernehmen“. Es gab abschließend eine streng limitierte EP namens Wynardtage Meets Acylum – Lords of Darkness. Im gleichen Jahr wurde das zweite Album Evil Mind über e-noxe / Equinoxe Records veröffentlicht, mit dem das Projekt Platz 5 der Deutschen Alternative Charts erreichte. In Zusammenarbeit mit May-Fly wurde 2007 die EP The Face in the Mirror veröffentlicht. Im Verlauf des Jahres kam das dritte Album Praise the Fallen, welches ebenso wie das zweite Album in die Top 5 der DAC einstieg. Aus dem Ein-Mann-Projekt wurde zunehmend eine richtige Band. Gubo, MfX und Mel Gúntzelsson, bekannt durch ihre Erfolge mit der Band davaNtage unterstützen Kayfabe und es folgten noch drei weitere Alben: The Grey Line 2008, Walk with the Shadows 2009 und A Flicker of Hope 2010. Mit Platz 2 feierte das Projekt Wynardtage im Jahr 2008 die höchste DAC-Chartplatzierung. Am 29. Dezember 2010 verriet Kayfabe in einem Interview, dass A Flicker of Hope die letzte Veröffentlichung sein werde. Kurz zuvor wurde MfX durch Andy Haze ersetzt. 2012 gab die Band die Rückkehr bekannt und veröffentlichte im November das Album Sleepless In Heaven. Das Album erreichte innerhalb kurzer Zeit Platz 1 der DAC für insgesamt 7 Wochen. Nach einer einjährigen Pause erschien am 15. November 2013 die LP Close II Death. Die LP erreichte ebenfalls Platz 1 der DAC.

## Diskografie

### Alben
- 2005 Waste Of Time ((CD) X-Cem Records)
- 2006 Evil Mind ((CD) Rupal Records/E-Noxe Records)
- 2007 Praise The Fallen ((CD) Rupal Records/E-Noxe Records)
- 2008 The Grey Line ((CD) Rupal Records/E-Noxe Records)
- 2010 A Flicker Of Hope ((CD) E-Noxe Records)
- 2012 Sleepless In Heaven ((CD) E-Noxe Records)

### EPs
- 2006 Wynardtage Meets Acylum - Lords Of Darkness ((CD/EP) Rupal Records)
- 2007 May-Fly feat. Wynardtage - The Face in the Mirror ((CD/EP) E-Noxe Records)
- 2012 Desperation((CD/EP) E-Noxe Records)
- 2013 Close II Death ((CD/EP) E-Noxe Records)

### Kompilationen
- 2005 Lost In Darkness Vol. I ((CD) X-Cem)
- 2005 Lost In Darkness Vol. II ((CD) X-Cem)
- 2008 The Forgotten Sins 2002-2005 ((CD) E-Noxe Records)
- 2008 Walk With The Shadows (((CD, limitiert)) E-Noxe Records)
- 2009 The Forgotten Sins 2002-2006 Chapter II (((CD, limitiert)) E-Noxe Records)

### Musikvideos
- 2010 White Frost
- 2012 Warm Up My Heart